# La invasión de los blátidos
La Invasión de los Blátidos es el nombre del álbum debut de la agrupación mexicana de rock pesado, Cuca. Lanzado el 5 de octubre de 1992 a través del sello discográfico Culebra Records. Grabado en los estudios Audio Arte en la ciudad de Guadalajara.
Todas las canciones fueron escritas por Cuca, a excepción de los temas El Moralizador (escrita por Carlos “Esegé” Sánchez Gutiérrez y José Fors) y Don Goyo (basada en el tema Ese Muerto No Lo Cargo Yo, también conocido como La Muerte de Don Goyo, de Graciela Arango de Tobón).

## Lista de canciones
| N.º   | Título                   | Escritor(es)                                            | Duración |  |
| 1.    | «Cara de Pizza»          | José Fors                                               | 3:36     |  |
| 2.    | «El Son del Dolor»       | José Fors, Galileo Ochoa, Carlos Avilez, Nacho González | 4:02     |  |
| 3.    | «El Mamón de la Pistola» | José Fors, Carlos Avilez                                | 2:42     |  |
| 4.    | «Hijo del Lechero»       | José Fors, Galileo Ochoa                                | 2:51     |  |
| 5.    | «Don Goyo»               | Graciela Arango de Tobón, José Fors                     | 3:35     |  |
| 6.    | «La Pucha Asesina»       | José Fors, Galileo Ochoa                                | 3:16     |  |
| 7.    | «El Rap de Dar»          | José Fors                                               | 3:27     |  |
| 8.    | «Implacable»             | José Fors                                               | 3:06     |  |
| 9.    | «Qué Chingaos»           | José Fors                                               | 3:09     |  |
| 10.   | «Necesito Cirugía»       | José Fors, Galo Ochoa                                   | 3:17     |  |
| 11.   | «Me Vale Madre»          | José Fors, Galo Ochoa                                   | 3:43     |  |
| 12.   | «El Moralizador»         | Carlos Sánchez, José Fors                               | 2:53     |  |
| 39:37 |                          |                                                         |          |  |

## Sencillos y videos
- Cara de Pizza
- El Son del Dolor

## Créditos

### Alineación principal
- José Fors - Voz principal, Coros.
- Galileo Ochoa - Guitarra eléctrica
- Carlos Avilez - Bajo eléctrico
- Nacho González - Batería

### Músicos invitados
- Alejandro Carrillo - Trompetas en pistas 5 y 12
- José Luis Guerrero - Saxofón alto en pista 5
- Theodore Rachofsky - Trombón en pista 5
- Eddie Jumbo - Violonchelo en pistas 1 y 2
- Alfonso Fors - Coros en pistas 1, 5 y 6
- Jorge Amaro - Guitarra en pista 4, Coros en pistas 1, 4, 5 y 9

### Producción
- Producido por Jorge Amaro junto con Cuca.
- Grabado en los estudios Audio Arte en Guadalajara, Jalisco, México. Con Arturo “Tutty” Perales como ingeniero de audio, y John Field como asistente de grabación.
- Mezclado y Masterizado en Sunset Sound Factory en Los Ángeles, California, por David

### Diseño
- José Fors - Concepto y Diseño de portada
- Jorge Gómez - Modelo de Portada
- Jesús Torres - Illustración y logotipo